# ケニー・ドリュー
ケニー・ドリュー （Kenny Drew、1928年8月28日 - 1993年8月4日）は、ハード・バップ・ピアニストの一人。アメリカ合衆国ニューヨーク出身。メロディアスかつ優美なタッチで、ヨーロッパ及び日本で人気を集めた。
息子のケニー・ドリュー・ジュニアもジャズ・ピアニストとして活動している。

## 来歴
1949年にハワード・マギーと初録音を行う。1950年代にはチャーリー・パーカーやミルト・ジャクソン等と共演。
1953年、バンド・リーダーとしてブルーノートと契約し、『イントロデューシング・ケニー・ドリュー・トリオ』を制作したが、本国アメリカでは、なかなか高い評価を得られなかった。翌1954年、アメリカの西海岸に移り住んだ。
1961年にパリに渡り、1964年からデンマークのコペンハーゲンに活動の拠点を移し、以来デンマーク人ベーシスト、ニールス＝ヘニング・エルステッド・ペデルセンを生涯の演奏のパートナーとする。また、やはりコペンハーゲンに渡ってきたデクスター・ゴードンとも共演。
日本でのプロデューサーはキーストンミュージック、木全信。
最後のアルバムで日本におけるライブを録音した『ザ・ラスト・レコーディング：ライヴ・アット・ザ・ブルーノート・大阪』が残されている。
1993年にコペンハーゲンで死去し、同地に埋葬された。

## ディスコグラフィ（一部）
トリオとしての代表作
- 『イントロデューシング・ケニー・ドリュー・トリオ』 - New Faces, New Sounds (1953年、Blue Note)
- 『ケニー・ドリュー・トリオ』 - Kenny Drew Trio (1956年、Riverside)
- 『アンダーカレント』 - Undercurrent (1960年、Blue Note)
- 『ダーク・ビューティー』 - Dark Beauty (1974年、Steeple Chase)
- 『モーニング』 - Morning (1975年、Inner City)
- 『パリ北駅着、印象』 - Impressions (1988年、Alfa Jazz)
- 『欧州紀行』 - Recollections  (1989年、Alfa Jazz)